# يلب
شركة يلب (بالإنجليزية:  Yelp, Inc)‏ هو موقع يربط بين الناس والأعمال التجارية المحلية.

## تاريخ تاسيس
أُسس في 2004 لمساعدة الناس على الأعمال التجارية المحلية، وقد وجد أكثر من 38 مليون شخص في الموقع وكُتب أكثر من 12 مليون مرجع محلي.

## التقنيات
يمكن أستعماله في الهواتف النقاله.